# Linia kolejowa nr 503
Linia kolejowa nr 503 – pierwszorzędna, niezelektryfikowana, jednotorowa linia kolejowa łącząca stację Warszawa Wileńska Marki ze stacją Warszawa Wschodnia Towarowa.